# Leucauge annulipedella
Leucauge annulipedella là một loài nhện trong họ Tetragnathidae.
Loài này thuộc chi Leucauge. Leucauge annulipedella được Embrik Strand miêu tả năm 1911.